# Кобуский, Клэренс Эммерен
Клэренс Эммерен Кобуский (англ. Clarence Emmeren Kobuski, 1900 — 9 мая 1963) — американский ботаник.

## Биография
Клэренс Эммерен Кобуский родился в 1900 году.
Он проходил специализацию в Корнеллском университете и получил степень доктора в Ботаническом саде Миссури.
Кобуский много лет работал в Гербарии Гарвардского университета, был куратором Arnold Arboretum и Нerbarium Gray.
Клэренс Эммерен Кобуский умер 9 мая 1963 года.

## Научная деятельность
Клэренс Эммерен Кобуский специализировался на семенных растениях.

## Некоторые публикации
- 1926. A revision of the genus Priva. 34 pp.
- 1928. A monograph of the American species of the genus Dyschoriste. Ed. Washington University.